# Eugen Inzaghi
Eugen Graf Inzaghi (* 12. April 1689 in Graz; † 1. Jänner 1760 in Mariazell) war ein steirischer Benediktiner und Abt des Stiftes St. Lambrecht.

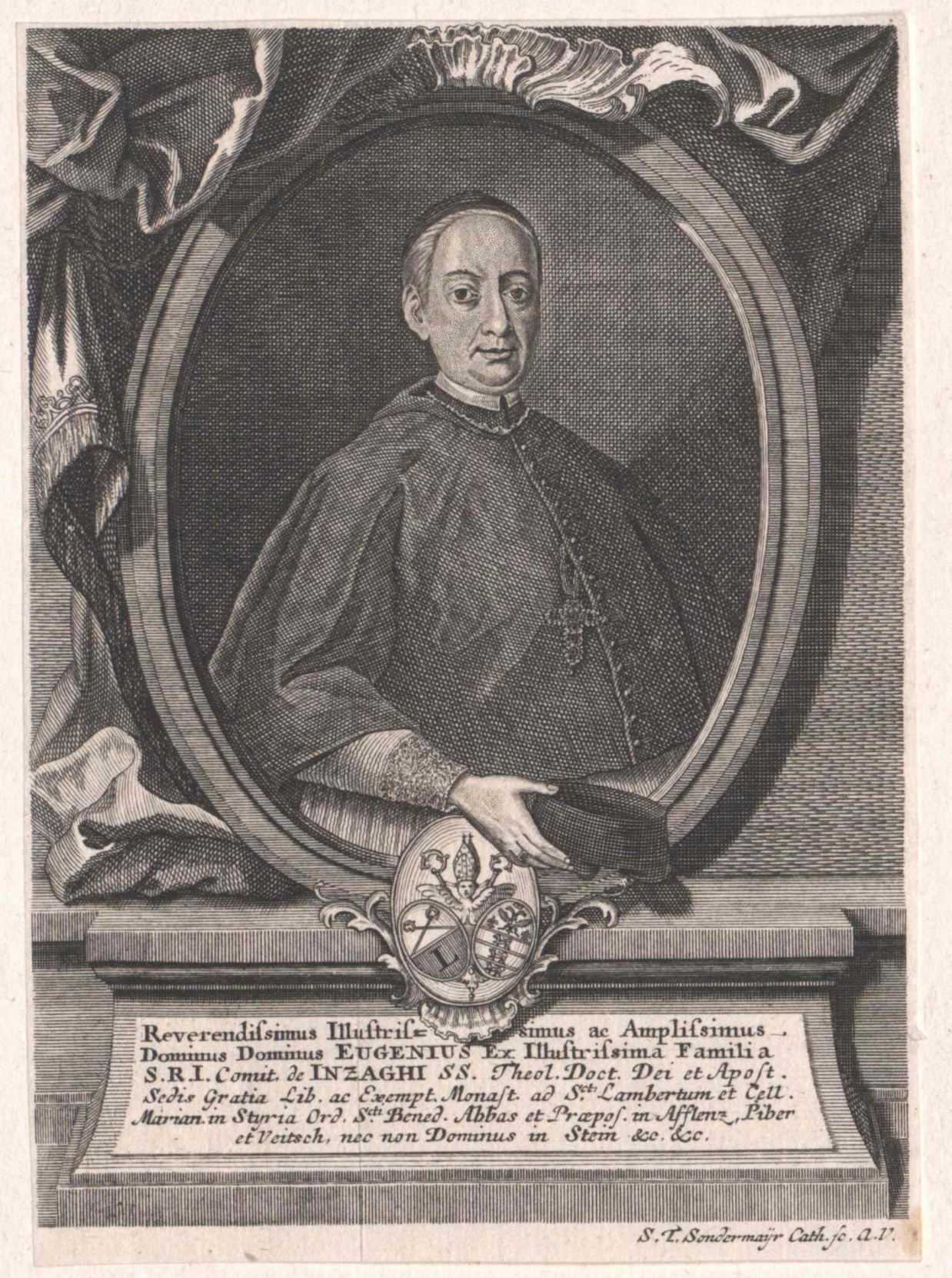
Kupferstich von Thaddäus Sondermeyr

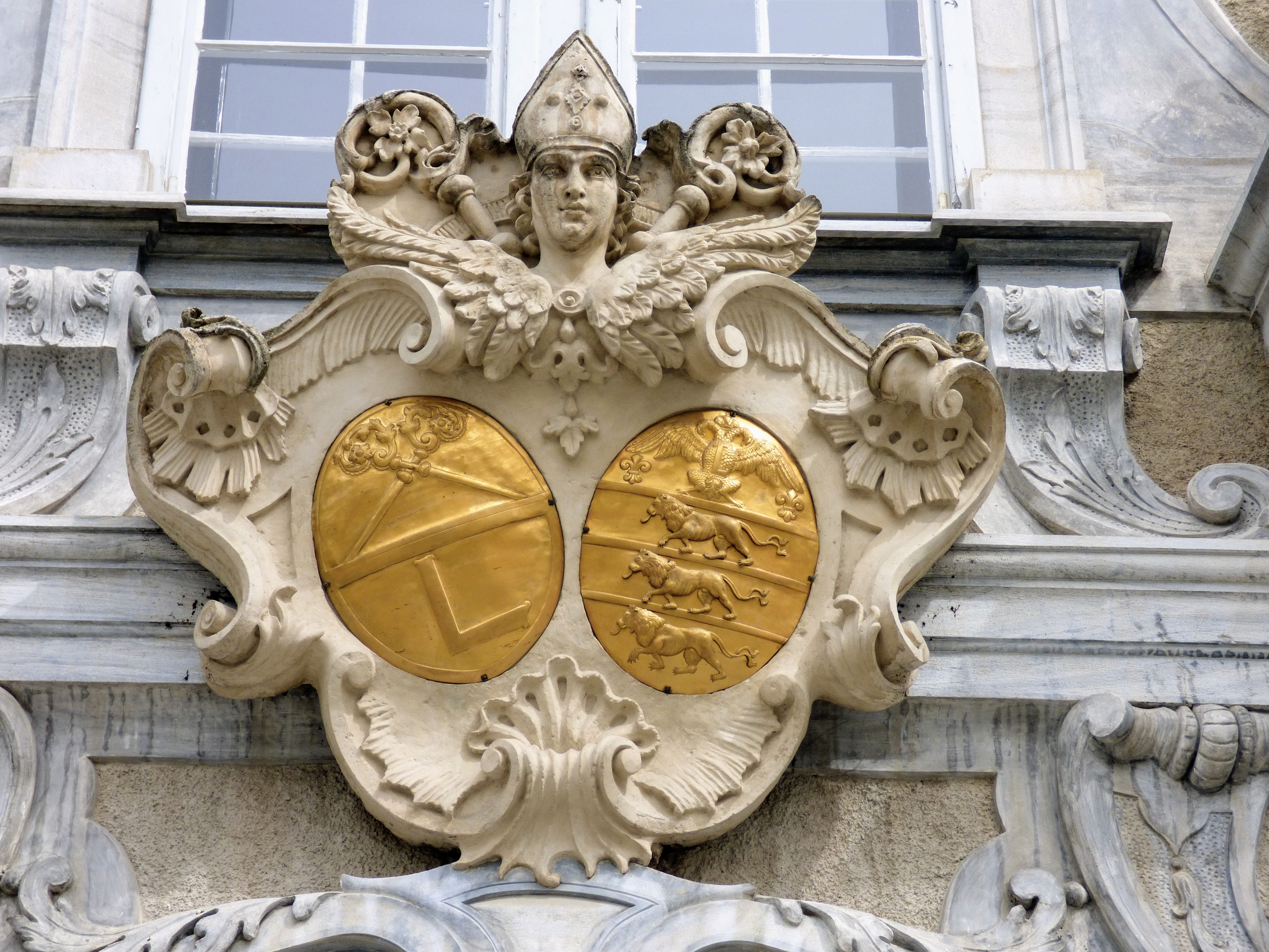
Wappen von Abt Eugen Inzaghi über dem Portal des Stifts St. Lambrecht

## Leben
Eugen Graf Inzaghi, Sohn des kaiserlichen Kämmerers Johann Philipp Inzaghi, trat 1705 in das steirische Benediktinerstift St. Lambrecht ein. Nachdem er in Rom studiert und promoviert hatte, lehrte er an der Hauslehranstalt Theologie und war von 1733 an als Prior an der Klosterleitung beteiligt. 1737 zum Abt von St. Lambrecht gewählt, ließ er 1742 das Gußwerk in Mariazell errichten, das Kaiserin Maria Theresias Armee mit Kanonen belieferte, und erwirkte dem Stift wieder das jährliche Salzdeputat von 150 Fuder. Mehrmals schlug er ihm angetragene Bischofswürden aus. Im Stift ließ er den barocken Prälatensaal, auch Konklave genannt, erbauen und erwarb die Herrschaft Lind bei Neumarkt. Er starb 1760 in Mariazell und wurde auch dort begraben.